# (6227) Alanrubin
(6227) Alanrubin es un asteroide perteneciente al cinturón exterior de asteroides, región del sistema solar que se encuentra entre las órbitas de Marte y Júpiter, más concretamente a la familia de Temis, descubierto el 2 de marzo de 1981 por Schelte John Bus desde el Observatorio de Siding Spring, Nueva Gales del Sur, Australia.

## Designación y nombre
Designado provisionalmente como 1981 EQ42. Fue nombrado Alanrubin en homenaje a Alan Rubin, investigador geoquímico de la Universidad de California en Los Ángeles, trabaja en una amplia variedad de temas, como el origen de los condrules y los procesos de choque en meteoritos. Es conocido por estudiar los procesos geológicos que alteraron los cuerpos padres de meteoritos condríticos.

## Características orbitales
Alanrubin está situado a una distancia media del Sol de 3,235 ua, pudiendo alejarse hasta 3,733 ua y acercarse hasta 2,738 ua. Su excentricidad es 0,153 y la inclinación orbital 0,511 grados. Emplea 2125,98 días en completar una órbita alrededor del Sol.

## Características físicas
La magnitud absoluta de Alanrubin es 13,1. Tiene 11,431 km de diámetro y su albedo se estima en 0,09. 